# Francisco Xavier da Silva Pereira

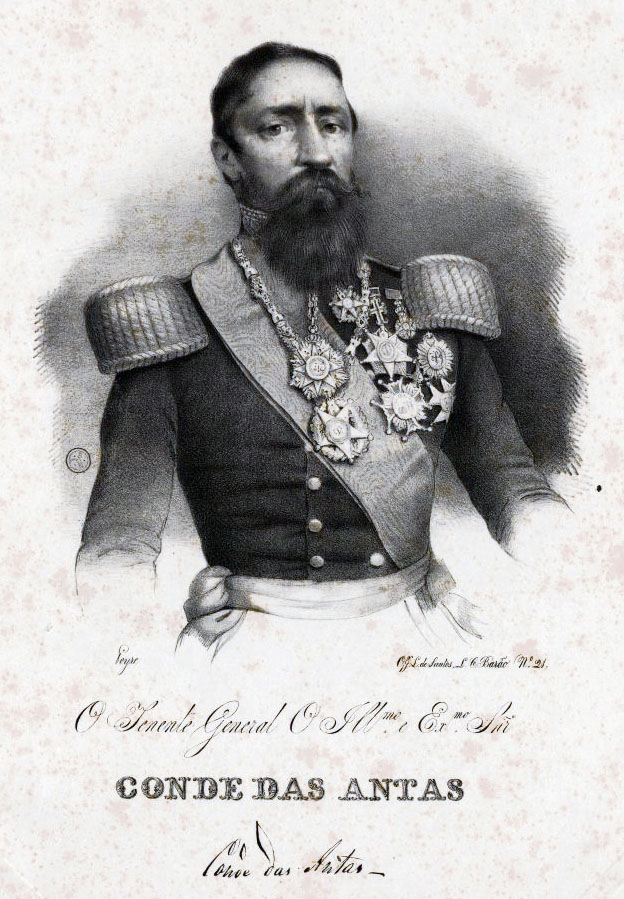
O general Francisco Xavier da Silva Pereira, o 1.º conde das Antas (numa gravura de Jules-Constant Peyre, c. 1840).

Francisco Xavier da Silva Pereira (Valença, 14 de Março de 1793 — Lisboa, 20 de Maio de 1852), 1.º barão, 1.º visconde e 1.º conde das Antas, foi um militar e político vintista e setembrista português que se distinguiu nas guerras liberais e na guerra civil da Patuleia, de que foi um dos chefes militares, tendo comandado, de 9 de Outubro de 1846 a 29 de Julho de 1847, o exército da Junta Provisória do Supremo Governo do Reino. Integrou a Leal Legião Lusitana e, entre outras funções, foi tenente-general do Exército Português, par do Reino (1842), vogal do Supremo Conselho de Justiça Militar, inspector-geral da arma de infantaria, governador-geral do Estado da Índia (1842-1843) e deputado da nação ao Congresso Constituinte de 1837. Foi membro fundador da Sociedade Patriótica Lisbonense em 9 de Março de 1836. Exerceu as funções de grão-mestre da Confederação Maçónica Portuguesa, de Junho de 1851 até à sua morte. 

## Biografia
Francisco Xavier da Silva Pereira teve o mesmo nome de seu pai, cavaleiro da Ordem de São Bento de Avis, coronel de infantaria do exército e governador da praça de Campo Maior. A sua mãe foi Antónia José de Abreu. Ao tempo do seu nascimento, o seu pai era oficial subalterno do regimento de Valença, em cuja praça a família permaneceu até 1807, ano em que o seu pai passou à reserva e foi fixar-se na cidade do Porto, com a patente de capitão. 
Com o desencadear da Guerra Peninsular, em 1808, o seu pai foi novamente chamado ao serviço militar, sendo então encarregado de organizar um batalhão no qual o seu filho Francisco Xavier, então moço estudante, abandonando os estudos, se alistou a 20 de Junho desse ano. 
Quando se constituiu a Leal Legião Lusitana, o capitão Silva Pereira foi escolhido para major do 1.º Batalhão e o seu filho recebeu o posto de alferes no mesmo corpo a 14 de Setembro de 1808, com a qual tomou parte nas campanhas da Guerra Peninsular. 
Passou depois a tenente agregado ao 1.º Batalhão da Leal Legião Lusitana, por decreto de 3 de Novembro de 1809. Nesse posto participou nas campanhas contra as forças de Napoleão Bonaparte, tomando parte nas batalhas de Albuera, Buçaco, Nive, Nivelle, Salamanca e Vitória. Na batalha de Salamanca, que se travou a 22 de Julho de 1812, foi ferido, tendo demonstrado particular bravura.
Nesta campanha portou-se tão distintamente que, por portaria de 11 de Novembro de 1813, foi promovida a capitão do Regimento de Caçadores n.º 7 por distinção no campo de batalha. Nas batalhas de Orthez e Tolosa deu novas provas de valor e ao regressar a Portugal no fim da campanha, a 21 de Janeiro de 1821, foi-lhe conferida a Medalha da Guerra Peninsular, com o algarismo 6, a maior distinção militar concedida aos militares que participaram naquela guerra. Foi igualmente condecorado pelo rei Fernando VII de Espanha, com as medalhas de Albuera e de Vitória. 
Em 1820, aderiu à revolução liberal do Porto, levada a cabo a 24 de Agosto daquele ano, servindo às ordens do coronel, depois general, Bernardo Correia de Castro e Sepúlveda. Em 1823 militou no exército constitucional contra as forças rebeldes do general Francisco da Silveira Pinto da Fonseca Teixeira, 1.º conde de Amarante, sendo demitido do exército com a derrota dos liberais.
A 28 de Abril de 1826, foi reintegrado e colocado no Batalhão de Caçadores n.º 7, com o posto de capitão graduado em major, donde saiu em Dezembro para o Batalhão de Caçadores n.º 12, já em major efectivo, posto a que foi promovido por decreto de 28 de Dezembro daquele ano. Como comandando daquele corpo fez em 1827 a campanha contra as tropas rebeldes do general Manuel da Silveira Pinto da Fonseca Teixeira, o marquês de Chaves. 
Proclamada no Porto, em 16 de Maio de 1828, a reacção cartista contra a alegada usurpação de D. Miguel, Francisco Xavier Silva Pereira, então mais conhecido por major Xavier, aderiu ao movimento cartista com o seu Batalhão de Caçadores n.º 12, com o qual desbaratou uma coluna de guerrilhas na ponte de Espinhel em 15 de Junho daquele ano, merecendo os elogios do brigadeiro Francisco Saraiva da Costa Refoios, depois barão de Ruivoz. Também entrou nas acções da Cruz de Marouços e da margem do Vouga. 
Tendo-se dissolvido a Junta que se encarregara de manter a autoridade de D. Pedro IV de Portugal, as tropas que lhe estavam afectas foram obrigadas a retirar para a Galiza. O major Xavier era de opinião que se devia combater, mas teve de emigrar para Inglaterra com os seus companheiros partindo para aquele destino, a 2 de Junho de 1828, a bordo do vapor inglês Belfast. 
De Inglaterra passou à ilha da Madeira, onde desembarcou em Agosto de 1828, para sustentar a causa da legitimidade liberal. Estava ali o general José Lúcio Travassos Valdez, depois 1.º conde de Bonfim. Demorou-se pouco tempo naquela ilha, devido a desembarque das forças realistas que forçaram a retirada dos liberais. Em consequência desse desembarque, e sob protecção britânica, no dia 23 do referido mês de Agosto, juntamente com outros oficiais e alguns madeirenses comprometidos com o liberalismo, foi evacuado para bordo da corveta inglesa HMS Aligator, da qual duas semanas depois passou para o navio Jane, indo desembarcar no porto de Saint-Yves, na costa da Charente, no litoral oeste da França. 
Tendo-se juntado aos emigrados liberais, fez parte da expedição comandada pelo general João Carlos de Saldanha Oliveira e Daun, o conde de Saldanha, que saiu de Plymouth para a ilha Terceira, onde não pôde desembarcar por causa do bloqueio britânico imposto pelo capitão William Walpole, comandante do HMS Ranger, que interceptou a expedição junto à vila da Praia, a 11 de Janeiro de 1829, e a forçou a arribar a Brest. 
Até ao mês de Setembro conservou-se em França; sendo então encarregado de reunir as praças de pré emigradas, passou a Ostende, organizou o corpo militar que depois foi o Batalhão de Caçadores n.º 12, e, atravessando o bloqueio, conseguiu desembarcar com o seu batalhão na ilha Terceira, no dia 20 de Janeiro de 1830. 
Nomeado no ano seguinte comandante do Batalhão de Caçadores n.º 5, fez parte da expedição que, às ordens do general António José de Sousa Manoel de Menezes Severim de Noronha, o conde de Vila Flor, tomou as ilhas do Grupo Central do arquipélago dos Açores, onde se portou com a costumada bravura. Também fez parte da expedição enviada à ilha de São Miguel, entrando na acção da Ladeira da Velha, onde se distinguiu. 
Em 1832 fez parte do Exército Libertador, que protagonizou o Desembarque do Mindelo, chegando às praias portuguesas a 8 de Julho desse ano. Francisco Xavier Silva Pereira era então major do Batalhão de Caçadores n.º 5 e neste posto assistiu e cooperou no reconhecimento de Valongo, realizado em 22 de Julho daquele ano de 1832. 
A 23 de Agosto seguinte foi promovido a tenente-coronel efectivo pelos exemplos que deu de bravura e pela boa táctica com que dirigiu o seu batalhão na memorável defesa do cerco do Porto. Participou naquela defesa desde a investida à fortificação da Serra do Pilar, a 8 de Setembro de 1832, data em que principiou o assédio àquele baluarte, até à interrupção do cerco da cidade, por causa da retirada das forças sitiantes a 6 de Agosto de 1833.
Naquela data, o conde de Bourmont, depois da batalha de 25 de Julho do referido ano, teve de acudir a Lisboa a tomar o comando das tropas miguelistas. O cerco foi levantado a 18 de Agosto, data da última acção nas linhas do Porto contra as forças realistas, agora comandadas pelo general Reginald MacDonell, que substituíra Bourmont, e do seu imediato o conde de Almer, que cobrira a retirada.
Onde mais se distinguiu o tenente-coronel Xavier foi na sortida de 17 de Novembro de 1832, à frente do Batalhão de Caçadores n.º 5, que resultou na tomada e ocupação das alturas das Antas, ocupando aquele monte situado numa posição estratégica face à bateria do monte da Quinta dos Congregados e à bateria da cumeada das Goelas de Pau. Manteve aquela posição até ali se construir um forte reduto. Distinguiu-se novamente na acção de 24 de Março de 1833, atacando intrepidamente a posição do monte das Antas, obrigando o inimigo a abandoná-la, e repelindo com a maior valentia e coragem os ataques sucessivos de forças contrárias muito superiores, que dali, por duas vezes, o pretenderam desalojar. 
Por este facto lhe foi concedido em 3 de Outubro o grau de cavaleiro da Ordem da Torre e Espada e igual condecoração foi conferida a diversos oficiais e soldados do Batalhão de Caçadores n.º 5, pelo denodo e valentia que demonstraram em combate. Por decreto de 22 de Novembro de 1832 foi promovido a coronel graduado. 
Distinguiu-se na sortida de 28 de Setembro do mesmo ano, sendo por isso encarregado do comando da segunda brigada da primeira divisão, na ordem do dia de 2 de Março de 1833.
Em 4 de Abril seguinte foi condecorado com o hábito da Ordem de Nossa Senhora da Conceição de Vila Viçosa por ter, na acção de 24 de Março, atacado intrepidamente a posição das Antas. Entrou no combate de Covelo, em 10 de Abril de 1833, e foi feito comendador da Ordem de Avis, por decreto de 15 de Agosto do mesmo ano. Em 25 de Julho tinha sido promovido a coronel efectivo e, tendo marchado com o Batalhão de Caçadores n.º 5 para a defesa de Lisboa, foi elogiado pelo seu comportamento na acção de 5 de Setembro do mesmo ano. 
D. Pedro IV, por decreto do referido mês, nomeou-o comendador da Ordem da Torre e Espada e da Ordem de São Bento de Avis, pelos serviços prestados em 18 de Agosto e em 9 de Setembro daquele ano de 1833.
Depois da acção de Cacilhas, o Batalhão de Caçadores n.º 5 entrou em Lisboa, tendo entrado em acção no dia 18 de Outubro nas linhas de defesa da capital e no dia imediato em Loures, tendo nessas ocasiões o coronel Xavier ensejo de mostrar o seu valor na frente do inimigo. Participou na tomada de Leiria, em 15 de Janeiro de 1834, e na acção de Pernes, em 30 do referido mês. A 24 de Julho daquele ano foi nomeado brigadeiro. 
Por decreto de 17 de Setembro de 1835 foi agraciado como título de barão das Antas, confirmado por carta de 22 de Abril de 1837, da rainha D. Maria II de Portugal. Quando terminou a guerra, foi mandado governar a praça de Elvas, onde se conservou apenas um mês, por ter de ir a Évora, reassumindo depois o governo, que tornou a deixar em Setembro indo comandar a brigada do corpo do exército que se formou em Trás-os-Montes para observar a fronteira, às ordens do general Jorge de Avilez Zuzarte de Sousa Tavares, depois 1.º visconde do Reguengo e 1.º conde de Avilez, mais conhecido pelo general Avilez. Em Agosto de 1835 foi nomeado governador militar de Setúbal, continuando, apesar disso, no exército de observação da fronteira norte. 
Tendo-se assinado entre Portugal e Espanha o Tratado de 24 de Setembro de 1835, o barão das Antas comandou a vanguarda da divisão auxiliar que em cumprimento dele entrou em Espanha sob o comando do brigadeiro Vitorino José de Almeida Soares Serrão, o 1.º barão do Vale. 
A vanguarda da divisão auxiliar portuguesa entrou em Espanha a 18 de Outubro. Em Fevereiro de 1836 comandava uma coluna de três mil homens; entrou na tomada de Valmacela em 12 de Março, e nas acções de Castelo da Pedra e Venda Mal Abugro. Nesta ocasião foi agraciado pelo governo espanhol com a cruz de San Fernando. 
Quando o governo português chamou a coluna do barão das Antas para mais próximo da fronteira, o comandante em chefe do exército espanhol de operações do norte e da reserva rendeu homenagem ao barão das Antas, e que acabava de realçar a sua brilhante carreira militar com as acções de 28 e 29 de Junho, pelas quais recebia depois como prémio a grã-cruz de Isabel, a Católica. 
Proclamada em Portugal a restauração da Constituição de 1822, na noite de 9 de Setembro de 1836, por alguns batalhões revoltosos da guarda nacional de Lisboa, naquela que ficou conhecida como a Revolução de Setembro, o barão das Antas aderiu à mesma revolução em 23 do referido mês com a divisão de que havia tomado interinamente o comando, por adoecer o barão do Vale. 
Sendo agraciado com o título de visconde das Antas, por decreto de 13 de Outubro de 1837 e confirmado por carta de 6 de Julho de 1837, da rainha D. Maria II de Portugal, por préstimos de muitos serviços à causa da rainha Isabel nas margens do rio Ebro e em Vitória, campanha de 1837, inutilizando muitas fortificações dos carlistas com repetidos ataques às linhas de Arlabán, em 14 de Maio; pretendendo destruir a fábrica de balas por eles estabelecida em Barambio, a seis léguas de Vitoria, feito este que mereceu os maiores elogios do ministro da guerra espanhol e do conde de Luchana, salvando por três vezes a praça de Pena Serrada, batendo a 18 de Junho as forças do pretendente Carlos Maria de Bourbon em Salvatierra. 
No dia 21 de Julho, o visconde das Antas, com a divisão portuguesa, bateu-se nos campos de Zambrana, retirando-se para Armiñon com enorme perda. Durante a sua permanência em Espanha exerceu o comando geral das Merindades de Castela, o comando em chefe de reserva e o das forças de Alcoa, o vice-reinado de Navarra e o comando geral das províncias Vascongadas. 
Em Portugal rebentou então a revolução cartista, e o governo chamou o visconde das Antas, que logo em 3 de Setembro entrou em Almeida com o resto das tropas, quando a segunda brigada da divisão auxiliar, comandada pelo coronel José de Sousa Pinto, acabava de proclamar a Carta durante a sua marcha de Valladolid por Salamanca, e quando ia juntar-se aos revoltosos de Bragança. 
O visconde das Antas, que em 5 de Setembro havia sido promovido a marechal de campo graduado, dirigiu-se por Lamego, onde entrou no dia 9, chegando ao Porto em 13, saindo logo em 15 em perseguição das forças cartistas comandadas pelo general José de Vasconcelos Bandeira de Lemos, o 1.º barão de Leiria, que encontrou em Ruivães, e que depois de renhido embate pôs em debandada. 
Seguiu-se a convenção de Chaves, assinada em 20 de Setembro, pelos marechais duque da Terceira e marquês de Saldanha, que obrigados a assiná-la juntamente com o visconde das Antas, e cuja convenção pôs termo ao movimento revolucionário. 
Por decreto do 27 do referido mês, foi o visconde das Antas promovido a marechal de campo efectivo e encarregado do comando das tropas de observação nas províncias do norte, tomando assento no congresso constituinte como deputado na sessão de 10 de Novembro. 
Por decreto de 4 de Abril de 1838 foi elevado a conde do mesmo título, e por decreto de, 15 de Maio seguinte teve a nomeação de comandante da 3.ª Divisão Militar, continuando no comando das forças de observação. Prestou juramento à Constituição Portuguesa de 1838 na praça de Chaves, à frente da Divisão, em grande parada, no dia 6 de Maio.
Proclamada a Carta Constitucional de 1826 no Porto  a 27 de Janeiro de 1842, o conde das Antas, na sua qualidade de senador, assinou com outros senadores o protesto contra este movimento e foi nomeado comandante de uma divisão de operações da Estremadura, por decreto de 7 de Fevereiro daquele ano, com o fim de hostilizar este movimento, o que não se realizou, porque a rainha D. Maria II aderiu ao mesmo movimento, nomeando em seguida novo ministério.
Então foi o conde das Antas encarregado de dissolver a força e as guardas nacionais, que armara o denominado ministério do Entrudo, comissão que desempenhou através alguns insultos da plebe angariada. Por carta régia de 3 de Maio seguinte foi nomeado par do Reino, tomando assento na respectiva câmara, votando sempre na oposição ao ministério cartista.
Por carta régia de 18 de Julho do referido ano de 1842 teve a nomeação de governador do Estado da Índia, sendo promovido a tenente-general por decreto datado do dia seguinte, 19 de Julho.
Pouco tempo se demorou no governo do Estado da Índia, de que tomou posse a 19 de Setembro, deixando-o, a pretexto de falta de saúde, a 25 de Abril de 1843, entregando-o ao chefe da divisão, Joaquim Mourão Garcez Palha. Partiu para Portugal e chegou a Lisboa a 23 de Julho.
Tomou assento na câmara dos pares e foi eleito para a comissão de guerra por 19 votos, na sessão de 3 de Janeiro de 1844. Por decreto de 11 de Julho deste ano, teve a nomeação de vogal do Supremo Conselho de Justiça Militar.
Em Maio de 1846 foi nomeado pelo ministério do duque de Palmela, que se acabava de formar, comandante da 1.ª Divisão Militar; transferido em Agosto para o Porto, e encarregado do comando das forças do norte de Portugal.
Quando em 6 de Outubro de 1846 rebentou a revolução contra o governo do conde de Tomar, o conde das Antas assumiu o comando geral do exército levantado pela Junta do Porto, e, pondo-se à frente da revolução, explicou os motivos deste proceder numa carta que dirigiu à rainha D. Maria II de Portugal.
Marchou então para o sul com uma divisão dos corpos que seguiram a causa da Junta, e, entrando em Santarém, foi logo obrigado a retirar-se ao Porto, por ter ficado prisioneira em Torres Vedras uma grande parte das suas forças, que obedeciam ao conde de Bonfim.
Aproveitando o entusiasmo da cidade e imediações por causa da Junta, de pronto organizou novos regimentos, e em Fevereiro de 1847 marchou para o norte contra o conde do Casal, que nessa época estava senhor de Viana.
Depois dalguns movimentos no Minho, regressou ao Porto e em Maio tomou o comando da expedição que seguiu por mar para Lisboa. Logo à saída da barra do Porto, o conde das Antas foi intimado pelo comandante da esquadra inglesa, comodoro Thomas Maitland, para suster o movimento e ancorar debaixo do fogo dos seus navios.
O conde protestou, mas, vendo-se cercado por forças superiores, entregou-se prisioneiro e seguiu para a capital. Entrando a barra do Tejo foi logo remetido prisioneiro para o Forte de São Julião da Barra, onde esteve até à convenção de Gramido, em que recuperou a liberdade, sendo-lhe então restituídos os postos e honras de que o governo de Lisboa o tinha exautorado.
Já velho, mais pelos trabalhos que pela idade, desgostoso e cansado, o conde das Antas afastou-se quase completamente da política. Pelos fins do ano de 1851 foi nomeado inspector de infantaria, mas faleceu, em Lisboa, a 20 de Maio de 1852.
O conde das Antas casou, a 22 de Julho de 1845, com Maria Teotónia da Guerra e Sousa de Rávago y Santisteban, filha única e herdeira de Gaudino José da Guerra e Sousa e de Maria Bernarda Josefa Fagundo de Rávago y Santisteban. Deste matrimónio houve dois filhos, Francisco e Fernando, que foram os 2.º e 3.º condes do título.
Entre 1851 e 1852 foi o 2.º Grão-Mestre da Confederação Maçónica Portuguesa.
Por uma subscrição popular foi construído no Cemitério dos Prazeres um mausoléu para onde, em 1859, foram trasladados os seus restos mortais, com todas as honras devidas. Sobre o túmulo encontra-se a sua estátua que é um notável trabalho do escultor Victor Bastos, bem como o respectivo Brasão com escudo partido de da Silva e Pereira com timbre de da Silva e coroa de Conde.
O conde das Antas publicou o folheto intitulado Discurso pronunciado na sessão da Câmara dos Dignos Pares em 15 de Fevereiro de 1848.